# Mohammed Dawood Yaseen
Mohammed Dawood Yaseen (arab. محمد داود ياسين; ur. 22 listopada 2000 w Bagdadzie) – iracki piłkarz grający na pozycji napastnika. Jest wychowankiem klubu Al-Naft SC.

## Kariera piłkarska
Swoją karierę piłkarską Dawood rozpoczął w klubie Al-Naft SC z Bagdadu, w którym w 2016 roku zadebiutował w pierwszej lidze irackiej. W sezonie 2016/2017 wywalczył z nim wicemistrzostwo Iraku.

## Kariera reprezentacyjna
W reprezentacji Iraku Dawood zadebiutował 15 października 2018 w zremisowanym 1:1 towarzyskim meczu z Arabią Saudyjską. W 2019 roku został powołany do kadry na Puchar Azji 2019.